# Shozo Makino
Shōzō Makino (マキノ省三, Makino Shōzō, 22 de setembro de 1878 - 25 de Julho de 1929) foi um diretor japonês, produtor e empresário pioneiro na indústria cinematográfica do Japão.

## História
Makino nasceu em Kyoto em 22 de setembro de 1878. Sua mãe foi do teatro, e sua relação com os filmes começou como fã de Naganosuke Yokota, quando pediu sua ajuda para filmar um drama. Shozo descobriu o ator Matsunosuke Onoe trabalhando em uma peça kabuki ambulante. Ele inscreveu Onoe e fez dele a primeira estrela de filmes do Japão e começou dirigindo 60 filmes Matsunosuke por ano em 1910, quase todos curta metragens.
Além de criar o único gênero japonês do período, Makino também incorporou técnicas de câmera e métodos de expressão em seus filmes. Em 1919, ele fundou a companhia Mikado e iniciou a produção de filmes educacionais. Ele mais tarde fundou uma produtora independente, a Makino Filmes e Produções, e a partir de 1923, continuou com seu trabalho de diretor e produtor. Makino Filmes e Produções obteve muito sucesso com seus filmes e também fez muitos outros diretores e atores.
Em 1928, ele dirigiu o épico , Jitsuroku Chushingura (A verdadeira história dos 47 ronin), que coincidiu com seu 50.º aniversário. Ele faleceu em 25 de julho de 1929.
Seus filhos, Sadatsugu Matsuda (1906-2003) e Masahiro Makino (1908-1993), foram populares diretores de filme.

## Filmografía
- 1914: Kochiyama soshun
- 1928: Jitsuroku Chushingura (A verdadeira história dos 47 ronin)